# Trận thành Đông Quan
Trận bao vây thành Đông Quan, diễn ra cuối năm 1426 đến cuối năm 1427, đánh dấu giai đoạn quyết định trong cuộc khởi nghĩa Lam Sơn, khi nghĩa quân dưới sự chỉ huy của Lê Lợi tiến hành chiến dịch quân sự quy mô lớn nhằm đánh bại hoàn toàn quân Minh.
Sau thất bại tại Tốt Động – Chúc Động vào tháng 11 năm 1426, Vương Thông buộc phải rút chạy về cố thủ trong thành Đông Quan. Lợi dụng thời cơ này, Lê Lợi từ Thanh Hóa ra Bắc, trực tiếp chỉ huy chiến dịch vây hãm Đông Quan. Nghĩa quân Lam Sơn dưới sự chỉ huy của Lê Lợi nhanh chóng triển khai lực lượng vây hãm thành từ mọi phía, đồng thời tiêu diệt các cứ điểm quân Minh ở ngoại vi và vùng nông thôn lân cận. Sau khi mất quyền kiểm soát các vùng lân cận, quân Minh bị cô lập hoàn toàn trong thành. Mặc dù Vương Thông cố gắng cầu viện từ triều đình nhà Minh, nhưng liên lạc với bên ngoài bị cắt đứt, các trọng trấn khác như Tây Đô, Diễn Châu cũng đang bị bao vây nghiêm ngặt, không thể rút về Đông Quan hỗ trợ.
Về phía nghĩa quân, dù chiếm ưu thế rõ rệt, Lê Lợi nhận thấy thành Đông Quan quá kiên cố để có thể công phá ngay lập tức. Ông vừa duy trì vòng vây chặt chẽ, vừa sử dụng sách lược địch vận để làm suy yếu quân Minh. Dưới sự chỉ đạo của Lê Lợi, Nguyễn Trãi đã nhiều lần gửi thư chiêu hàng, yêu cầu Vương Thông đàm phán và giao trả thành trì, rút quân về nước. Tuy nhiên, thực tế Vương Thông không có ý định rút lui ngay lập tức mà chỉ lợi dụng các cuộc đàm phán để kéo dài thời gian, chờ viện binh từ Trung Quốc đến giải vây. Chỉ sau khi quân Minh do Liễu Thăng chỉ huy thảm bại tại ải Chi Lăng và toàn bộ kế hoạch cứu viện bị phá sản, Vương Thông mới buộc phải chấp nhận điều kiện của nghĩa quân Lam Sơn, rút toàn bộ quân khỏi Đại Việt.

## Bối cảnh
Sau thất bại nặng nề tại Tốt Động – Chúc Động, Vương Thông buộc phải rút chạy về cố thủ trong thành Đông Quan. Chiến thắng trước quân chủ lực nhà Minh ở Tốt Động cũng giúp nghĩa quân Lam Sơn giành được lòng tin và sự ủng hộ từ người dân vùng đồng bằng sông Hồng vốn chịu nhiều áp bức từ giới cầm quyền phương Bắc. Người dân tự nguyện cung cấp lương thực, nhân lực, đồng thời vùng kiểm soát của nghĩa quân được mở rộng, cô lập các thành trì quân Minh. Trên đà thắng lợi, Đinh Lễ và Lý Triện lập tức đưa quân bản bộ truy kích đến sát thành. Ngày 21 tháng 11 năm 1426, Lê Lợi từ Thanh Hóa ra Bắc, chọn Tây Phù Liệt làm đại bản doanh để trực tiếp chỉ huy chiến dịch vây hãm Đông Quan.

## Chiến dịch Đông Quan
Ngày 22 tháng 11 năm 1426, Lê Lợi lệnh cho ba quân triển khai tấn công Đông Quan từ 4 hướng. Trần Nguyên Hãn và Bùi Bị dẫn thủy quân cùng 100 chiến thuyền theo sông Đáy, qua sông Hát rồi xuôi sông Hồng, tiến thẳng đến bến Đông Bộ Đầu đánh vào phía Đông thành. Ở hướng Tây, Đinh Lễ chỉ huy hơn 1 vạn quân tiến đánh cầu Giấy, tạo thế gọng kìm siết chặt vòng vây. Nửa đêm hôm đó, nghĩa quân Lam Sơn từ bốn hướng đồng loạt tập kích vào các doanh trại ngoại vi của quân Minh. Lực lượng dưới quyền Phương Chính, vốn phụ trách tuần đêm, bị bất ngờ, không kịp phản kháng và nhanh chóng tan rã, bỏ chạy tán loạn. Nghĩa quân thu được hơn 100 chiến thuyền và lượng lớn vũ khí của đối phương, đồng thời giải thoát các tù binh bị giam cầm ở ngoài thành. Sau khi mất các doanh trại và vùng nông thôn rộng lớn xung quanh Đông Quan, Vương Thông rơi vào cảnh "trí cùng lực kiệt", chỉ còn cách cố thủ trong thành và trông chờ viện binh sang cứu.
Trong tình cảnh bị vây hãm nghiêm ngặt, quân Minh trong thành Đông Quan phải đối mặt với tình thế "tứ diện Sở ca". Hoàn toàn cô lập với bên ngoài, Vương Thông không thể gửi thư cầu viện triều đình nhà Minh và điều động quân từ các thành khác về tiếp ứng. Những thành trì ở phía Nam như Tây Đô hay Diễn Châu cũng đang bị bao vây chặt chẽ, "chơ vơ như những hòn đảo giữa biển cả". Về phía quân Lam Sơn, sau khi tiêu diệt các cứ điểm quân Minh ở bên ngoài thành Đông Quan, Lê Lợi liền cho dời đại bản doanh từ Tây Phù Liệt đến Đông Phù Liệt để dễ dàng khống chế những hoạt động quân sự của đối phương. Quân Lam Sơn tuy đã giành thế thượng phong, song lúc bấy giờ vẫn chưa đủ sức công thành Đông Quan vốn rất kiên cố. Lê Lợi một mặt cho quân tiếp tục vây hãm, một mặt cho Nguyễn Trãi viết thư chiêu hàng Vương Thông.

### Đàm phán hòa bình
Trong tình thế bị vây hãm nghiêm ngặt và không còn đường thoát, Vương Thông buộc phải tìm cách đàm phán để cứu vãn tình hình. Vương Thông viện cớ tìm lại Bình An Nam chiếu của Minh Thành Tổ năm 1407 khi đánh nhà Hồ, ra điều kiện rằng ông sẽ rút quân nếu Lê Lợi lập con cháu nhà Trần làm vua. Trước yêu sách trên, Lê Lợi lập Trần Cảo – một người được cho là cháu nội của Trần Nghệ Tông – làm vua. Sau khi yêu cầu được đối phương chấp thuận, Vương Thông nhận thấy đây là một cơ hội thuận lợi để chủ động cầu hòa. Việc Lê Lợi đáp ứng điều kiện này không chỉ giúp quân Minh giữ được danh nghĩa "phù Trần diệt Hồ" ban đầu mà còn tạo tiền đề cho Vương Thông mở đường đàm phán, nhằm tìm kiếm một giải pháp rút quân vừa an toàn, vừa giữ thể diện. Ông cử tướng Nguyễn Nhậm sang đại bản doanh của nghĩa quân Lam Sơn tại Đông Phù Liệt để xúc tiến tiến trình nghị hòa. Đây được xem là một bước đi nhằm kéo dài thời gian và tìm kiếm lối thoát trong bối cảnh quân Minh đã "sức cùng lực kiệt" và viện binh từ phương Bắc vẫn chưa rõ có đến hay không.
Các chỉ huy Lam Sơn hiểu rõ rằng quá trình đàm phán hòa bình sẽ kéo dài và phức tạp. Lê Lợi tận dụng thời điểm quân Minh chủ động cầu hòa để triển khai chiến lược dụ hàng, nằm làm suy yếu lực lượng đối phương, đồng thời gây mâu thuẫn nội bộ trong hàng ngũ quân Minh, từ đó làm lung lay hoàn toàn ý chí kháng cự của họ. Nguyễn Trãi, nắm bắt thời cơ, đã soạn thư gửi Vương Thông, yêu cầu ông ra lệnh cho quân Minh ở các thành trì khác giao nộp thành, rút quân về tập trung tại Đông Quan để chuẩn bị cho ngày rút về nước. Đồng thời, Nguyễn Trãi cũng đặt điều kiện Vương Thông phải cử người đưa sứ giả của nghĩa quân sang Bắc Kinh để dâng biểu cầu phong cho Trần Cảo. Theo mệnh lệnh từ cấp trên, ngoại trừ Thanh Hóa, quân Minh đóng tại các thành trì còn lại ở Nghệ An, Diễn Châu, Tân Bình, Thuận Hóa đều lần lượt mở cửa ra hàng quân Lam Sơn.
Chủ ý cầu hòa của Vương Thông gặp phải sự phản ứng dữ dội từ phái chủ chiến, dẫn đầu là Phương Chính, Mã Kỳ – những người từng có nhiều năm phục vụ trên đất Giao Chỉ – và những quan lại người Việt như Trần Phong và Lương Nhữ Hốt. Trong lúc Vương Thông đang lưỡng lự thì Minh Tuyên Tông một lần nữa cử một đạo binh lớn sang Giao Chỉ do Liễu Thăng chỉ huy. Cho rằng tình thế hiện tại đã thay đổi, Vương Thông quyết định từ bỏ chủ trương nghị hòa. Ông cho gia cố thành Đông Quan, phá chuông Quy Điền và vạc Phổ Minh – hai trong số bốn An Nam tứ đại khí – để làm đạn dược và vũ khí nhằm chuẩn bị cho trận chiến sắp tới.

### Chiến sự tiếp diễn
Sau khi được tin quân cứu viện đối phương sắp sang, nhiều tướng lĩnh hối thúc Lê Lợi công thành Đông Quan gấp. Cho rằng "đánh thành là hạ sách", cộng thêm nguy cơ bị đối phương giáp công từ nhiều hướng, Lê Lợi chủ trương thực hiện chiến lược "vây thành diệt viện". Nhận thấy lực lượng Lam Sơn quá mỏng để vừa có thể vây thành, vừa tổ chức đón đánh cả hai cánh quân cứu viện, Lê Lợi quyết định tập trung lực lượng để tiêu diệt từng cánh quân riêng lẻ. Nhằm ngăn chặn mọi khả năng liên lạc giữa các cánh quân cứu viện với các thành trì còn lại của quân Minh, Lê Lợi đã hạ lệnh tấn công tất cả các thành trên dọc tuyến đường từ Trung Quốc tới Đông Quan. Bùi Quốc Hưng được lệnh vây đánh thành Điêu Diêu và Thị Cầu, Lê Sát và Lê Thụ vây đánh thành Khâu Ôn, Trịnh Khả và Đỗ Khuyển vây đánh thành Tam Giang. Ngoài ra, để tăng cường áp lực, Lê Lợi hạ lệnh vây chặt 4 cửa thành Đông Quan. Lê Lợi – bất chấp thỏa thuận trước đó – đón đánh quân Minh từ các thành phía Nam rút về, do lo ngại lực lượng này sẽ bổ sung sức mạnh đáng kể cho quân Minh ở Đông Quan.
Ngày 9 tháng 2 năm 1427, Lê Sát và Lê Thụ phá thành Khâu Ôn.  Tin tức tòa thành này thất thủ là một đòn tâm lý khiến sĩ khí quân Minh trấn giữ các thành trên đường đến Đông Quan suy giảm trầm trọng. Nhân cơ hội này, Nguyễn Trãi viết thư dụ hàng tướng trấn thủ thành Điêu Diêu là Trương Lân và Trần Vân vốn đang bị Bùi Quốc Hưng vây đánh. Trước lời lẽ thuyết phục của Nguyễn Trãi, hai người này đã đem quân ra hàng. Cũng trong thời gian này, Nguyễn Trãi theo lệnh Lê Lợi nhiều lần gửi thư chiêu hàng Vương Thông yêu cầu trả tù binh. Vương Thông bên ngoài tuy chấp thuận yêu sách của Lê Lợi, đồng ý sẽ rút quân chủ lực khỏi Đông Quan, nhưng thực chất là đang cố gắng kéo dài thời gian để chờ viện binh sang.
Ngày 4 tháng 3 năm 1427, nhằm tìm kiếm một chiến thắng để vực dậy tinh thần ba quân, Phương Chính xuất kỳ bất ý đem quân đánh úp doanh trại của Lý Triện ở Quả Động. Bị tấn công bất ngờ, quân Lam Sơn không kịp trở tay, Đỗ Bí bị bắt, Lý Triện tử trận. Tuy nhiên, thắng lợi này là không đủ để củng cố tinh thần quân Minh. Ngay sau sự việc ở bên ngoài thành Đông Quan, quan quân giữ thành Thị Cầu đã buộc phải mở cửa đầu hàng sau một thời gian bị Nguyễn Chích vây đánh rất ngặt. Nhằm cứu vãn tình thế, ngày 16 tháng 3, Vương Thông mở một cuộc tập kích khác ở bãi Sa Đôi nhưng bị đẩy lui. Ngày 2 tháng 4, Nguyễn Trãi thành công dụ hàng Lưu Thanh, tướng giữ thành Tam Giang – tòa thành cuối cùng trên tuyến đường từ Vân Nam sang Đông Quan. Để tránh tình hình trở nên xấu thêm, ngày 4 tháng 4, Vương Thông đích thân chỉ huy một đội quân tinh nhuệ tập kích doanh trại do Lê Nguyễn trấn thủ ở Tây Phù Liệt. Các tướng Đinh Lễ, Nguyễn Xí vội vàng mang 500 quân thiết đột tới tiếp viện. Quân Lam Sơn phối hợp đánh từ hai mặt, thành công đẩy lui quân Minh. Tuy nhiên, cả Đinh Lễ lẫn Nguyễn Xí đều bị quân Minh bắt sống khi hai người này đuổi theo truy kích. Đinh Lễ bị xử tử còn Nguyễn Xí may mắn vượt ngục trốn ra ngoài thành công.

## Cước chú
1. ↑  Điêu Diêu: Nay thuộc huyện Gia Lâm, Hà Nội.
2. ↑  Khâu Ôn: Nay thuộc tỉnh Lạng Sơn.
3. ↑  Phù Liệt: Nay thuộc huyện Thanh Trì, Hà Nội.